# Чермное море
Че́рмное мо́ре (с церк.-слав. — «Красное море» от др.-греч. Ἐρυθρὰ θάλασσα; в оригинале ивр. יַם-סוּף‎, ям суф — букв. «Тростниковое море») — церковнославянское словосочетание в русском Синодальном переводе Библии, употребляемое для обозначения водоёма, воды которого расступились и пропустили Моисея и еврейский народ во время Исхода из Египта, а затем сомкнулись и погубили войско фараона. Возле него располагался один из станов Исхода.
Традиционно принято отождествлять это место с Красным морем.

## Этимология
В еврейском оригинале Ветхого Завета использовалось слово ивр. יַם-סוּף‎ (ям суф) — букв. «Тростниковое море» (Исх. 10:19, 13:18, 15:4—22).
В Септуагинте — переводе Ветхого Завета на греческий язык, гидроним был переведён как др.-греч. Ἐρυθρὰ θάλασσα — «Красное море», церк.-слав. «Чермное море». Затем этот же перевод гидронима повторялся в пересказе предания Иосифом Флавием, христианскими отшельниками и паломниками IV—V веков, а затем и в Новом Завете (Деян. 7:36, Евр. 11:29).

## Локализация
В библейском описании десяти казней египетских Чермное море локализуется по восточной границе Египта: «И воздвигнул Господь с противной стороны [Египта] западный весьма сильный ветер, и он понес саранчу и бросил ее в Чермное море: не осталось ни одной саранчи во всей стране Египетской.» (Исх. 10:19). События книги происходят в земле Гесем и в столице (Аварис или Пер-Рамсес) при частом общении фараона и Моисея (выросшего во дворце). Там с самого переселения в Египет жили израильтяне (Быт. 47:6, 47:11), и оттуда (или из города Рамсес) начался исход из Египта (Исх. 12:37). Эта местность расположена на востоке плодородной дельты Нила, к востоку от которого расположены Горькие озёра и озеро Манзала, при этом Нижний Египет не граничил с Красным морем или Суэцким заливом.

### Красное море и его заливы
- Суэцкий залив. Существует версия, локализующая события Исхода северной оконечностью Суэцкого залива[3]. Также исследователи предполагают, что стан Елим[англ.] располагался на 100 км юго-восточнее Суэца.
«И отправились из Мерры и пришли в Елим; в Елиме же [было] двенадцать источников воды и семьдесят финиковых дерев, и расположились там станом. И отправились из Елима и расположились станом у Чермного моря. И отправились от Чермного моря и расположились станом в пустыне Син.» (Чис. 33:9-11)
- Залив Акаба: «Царь Соломон также сделал корабль в Ецион-Гавере, что при Елафе, на берегу Чермного моря, в земле Идумейской.» (3Цар. 9:26) Согласно Исх. 10:19, Чермное море располагалось по восточной границе Египта, поэтому залив Акаба может считаться «Чермным морем», только если так называли Красное море вместе с обоими заливами[3].

Группа учёных, при участии океанографа Дорон Нофа в лаборатории смоделировала и показала в эксперименте на местности, что «расхождение вод» могло случиться из-за ураганного ветра (в эксперименте — 160 км/ч) на месте современного пляжа Эйлата на северной оконечности залива Акаба, где в эпоху Моисея уровень воды был на 180[уточнить] метров выше. Однако передвижение каравана и армии с колесницами при скорости ветра 100—160 км/ч (ураган 1-й категории) сомнительно. Также в Библии описано, что «воды [были] им стеною по правую и по левую сторону» (Исх. 14:29), а не с одной стороны.

### Озёра
В оригинале Библии используется гидроним ивр. יַם-סוּף‎ — «Тростниковое море». На Красном море тростник и камыш не растёт, что позволяет исследователям рассматривать версии о локализации события на озёрах дельты Нила:
- Озеро, расположенное на Суэцком перешейке: Большое Горькое озеро или Малое Горькое озеро[3], болотистый район близ города Пелусий[3], озеро Тимсах, которые в то время, возможно, ещё соединялись проливами с Красным морем[источник не указан 3253 дня].
- Озеро Манзала. В современной науке чаще всего «Ям-Суф» отождествляется с встречающимся в египетских документах названием «Па-Суф», которое относят к болотистой местности к востоку от города Пер-Рамсес, где, очевидно, в древности проходил один из рукавов дельты Нила (ныне лагуна Манзала), и откуда начался исход евреев из Египта[3].

Сотрудники Национального центра атмосферных исследований США и Колорадского университета в Боулдере Карл Дрюс и Вейкинг Хан подтвердили на компьютерном моделировании, что ураганный ветер мог временно разделить на две части озеро Манзала, где предположительно могли происходить события Исхода.
Анализ археологических данных, снимков, сделанных спутником, и географических карт позволил Дрюсу и его коллегам с большой точностью вычислить, какой была глубина этого водоёма 3000 лет назад. Восточный ветер, в течение 12 часов (Исх. 14:21) дующий со скоростью 100 км/ч, вероятно, мог отогнать одну часть озера к западному берегу, отодвинув другую часть вод на юг, к Нилу. Такое разделение вод позволило бы перейти озеро по широкому «проходу» (3—4 км в длину и 5 км в ширину) с илистыми берегами, образовавшимися на его дне. «Проход» мог продержаться около 4 часов, затем воды сомкнулись снова.
- Озеро Бардавиль на северном побережье Синайского полуострова[3], отделённое длинной и узкой песчаной косой от просторов Средиземного моря. На озере Бардавиль наблюдается ветровой сгон воды, похожий на описанный в Библии (Исх. 14:21). При повышении уровня озера, оно соединяется проливом с открытым морем и превращается в морской залив. При понижении уровня воды, дно пролива обнажается, и коса превращается в узкий сухопутный мост посреди морских вод (наполненное морской водой озеро Бардавиль справа и открытое море слева) из дельты Нила в глубину синайской пустыни[источник не указан 3742 дня].

### Направление нагонного ветра
Есть некоторое разногласие в переводах Библии о направлении ветра (Исх. 14:21), дающее повод для разных версий локализации.
- В еврейском оригинале написано слово קָדִים‎[9][10] — восточный[11][12].
- В греческом переводе[13][14] Септуагинте использовано слово νότῳ — южный[15]. Также в церковнославянском переводе с греческого языка, например в издании 1663 года[16][17].
- В синодальном переводе использовано «восточный» (Исх. 14:21).